# دونالد فيرغسون براون
دونالد فيرغسون براون هو سياسي كندي، ولد في 30 يونيو 1903 في كندا، وتوفي في 8 أكتوبر 1959 في وندسور في كندا. حزبياً، نشط في الحزب الليبرالي الكندي. وقد انتخب عضو مجلس العموم الكندي.